# دنيس سيب
دنيس سيب (بالهولندية: Dennis Sepp)‏ هو لاعب كرة قدم هولندي في مركز الهجوم، ولد في 7 يونيو 1973 في آبلدورن في هولندا. لعب مع برادفورد سيتي.

## وصلات خارجية
- دنيس سيب على موقع Soccerbase.com (لاعب) (الإنجليزية)